# عقاب إلهي
العقاب الإلهي، أو القصاص الإلهي، هو عمل خارق لمعاقبة شخص ما أو مجموعة من الناس، أو الجميع من قبل الإله كنتيجة لعمل قاموا به. لدى العديد من الثقافات قصص حول فرض الإله العقوبة على الشعوب الذين سبقوهم السكان مما تسبب في هلاكهم.

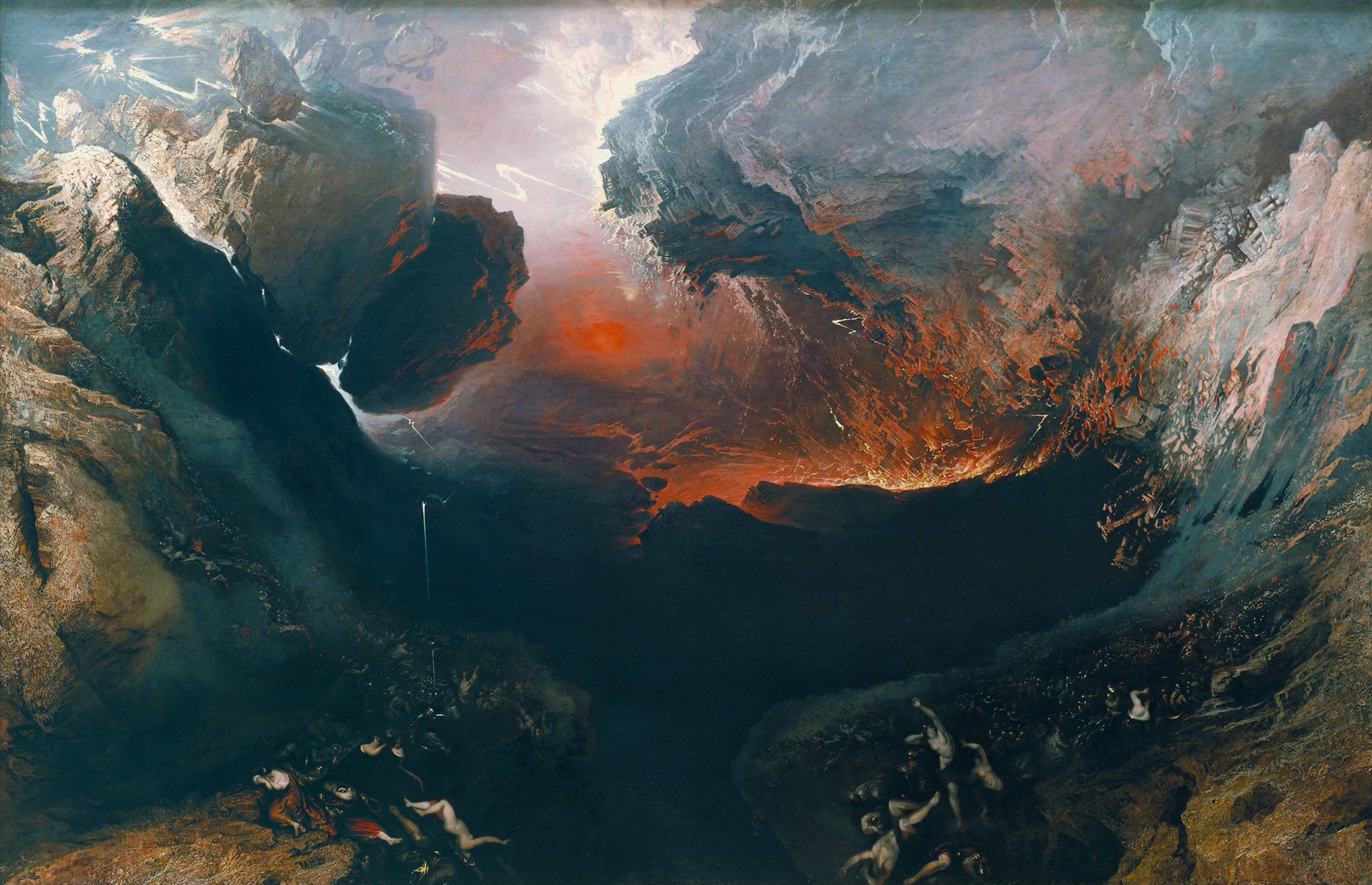
نهاية العالم ، والمعروف باسم يوم الغضب العظيم، لوحة زيتية مؤرخة بين 1851-1853 على قماش للرسام الإنجليزي جون مارتن. وقيل أن اللوحة تصور جزءًا من سفر الرؤيا 16 من العهد الجديد.

من أمثلة القصاص الإلهي القصة الموجودة في العديد من الثقافات حول فيضان كبير دمر البشرية جمعاء، كما هو موصوف في ملحمة جلجامش، أو فيداس الهندوس، أو كتاب التكوين (6: 9–8: 22)، تاركًا مدبرًا واحدًا ناجيا هو «المختار». في جلجلمش هو أوتنابشيم، وفي التوراة هو نوح. كما تشير المراجع في القرآن إلى رجل يدعى نوح، الذي أمره الله ببناء سفينة، كما تشير إلى أن رجلًا واحدًا وأتباعه قد أنقذوا من فيضان عظيم.
من أمثلة اليهودية الأخرى في الأدبيات الدينية العبرية تشتت بناة برج بابل (تكوين 11: 1–9)، تدمير سدوم وعمورة (تكوين 18: 20-21، 19: 23-28 والقرآن 7: 80-84)، ، والضربات العشر التي ضربت المصريين القدماء لاضطهادهم أبناء إسرائيل (الخروج، الفصول 7-12). وبالمثل في الأساطير الإغريقية، غالبًا ما غضب الإلهة هيرا عندما كان زوجها، زيوس، يمارس الجنس مع نساء فانيات، وتلقي عقابا إلهيًا على كل المولودين من هذه العلاقات. في بعض نسخ الأسطورة، تحولت ميدوسا إلى شكلها الوحشي كالحصافة الإلهية من أجل الغرور. في الآخرين كان بمثابة عقاب على التعرض للاغتصاب من قبل بوسيدون.
يشير الكتاب المقدس إلى تأجيل الانتقام الإلهي، في معظم الحالات، ليصل القصاص في وقت لاحق. إن رؤية أعمال الله العظيمة للطبيعة والقصاص من شأنه أن يخفف من الإيمان بكلمة الله. يقول وليام لين كريج، من وجهة نظر بولس، إن خصائص الله وقوته الأبدية وإلهيه، تظهر بوضوح في الخلق، حتى أن الأشخاص الذين لا يؤمنون بخالق للعالم هم بلا عذر. في الواقع، يقول بولس إنهم يعرفون بالفعل أن الله موجود، لكنهم يوقفون هذه الحقيقة بسبب إثمهم.
بعض الأديان والمواقف الفلسفية لا تعتقد بوجود عقاب إلهي، ولا بوجود قدرة إلهية قادرة أو راغبة في التعبير عن هكذا مشاعر إنسانية كالغيرة والانتقام، أو الغضب. على سبيل المثال، في الربوبية الكلية ووالربوبية المدمجة، الخالق لا يتدخل في الكون في كل شيء، سواء في السراء أو الضراء، وبالتالي لا يسلك مثل هذا السلوك. في وحدة الوجود الله هو الكون ويشمل كل شيء في غضون ذلك، ولذا لا ضرورة القصاص مثل جميع الأشياء التي القصاص قد تؤخذ ببساطة في الله. وينعكس هذا الرأي في بعض وحدة الوجود أو أشكال الوجودية الهندوسية.

## البوذية
إن مفهوم الانتقام الإلهي مرفوض بحزم في البوذية. لم يؤيد غوتاما بوذا الإيمان بإله خالق،  كما رفض التعبير عن أي وجهات نظر حول الخلق  وذكر أن الأسئلة حول أصل العالم لا قيمة لها. وعدم الالتزام  لفكرة وجود القاهر الخالق المعبود أو المحرك الأول وينظر إليها كثيرون على أنها تمييز أساسي بين البوذية والأديان الأخرى.
لكن البوذيين يقبلون بوجود كائنات في عوالم أعلى (انظر علم الكون البوذي) \، والمعروفة باسم <i id="mwQQ">ديفا</i>، ولكنها، مثل البشر تعاني من السامسارا،  وليست بالضرورة أكثر حكمة منا. غالباً ما يصور بوذا كمعلم للآلهة،  ويتفوق عليهم. على الرغم من هذا، يعتقد أن هناك ديفا مستنير. ولكن بما أنه قد يكون هناك أيضا ديفا غير مستنير، فقد تكون هناك كائنات شبيهة بالله تقوم في أفعال عقابية، ولكن إذا فعلوا ذلك، فإنهم يفعلون ذلك بدافع جهلهم بالحقيقة الأكبر.
على الرغم من هذا اللاألوهية البوذية فإنهم يقبلون بنظرية الكارما التي لها أثار مشابهة للعقاب، مثل الولادات الجديدة في العوالم من العذاب بسب الأفعال غير المشروعة في حياة سابقة. على عكس معظم الأديان التوحيدية الإبراهيمية، وهذه الآالعواقب ليست أبدية، على الرغم من أنها يمكن أن تستمر لفترة طويلة جدا. حتى الديانات الإيمانية لا ترى بالضرورة التأثيرات مثل «العقاب» التي تفرضها سلطة أعلى، بدلا من الطبيعية المترتبة على العمل غير المشروع.

## الديانات الإبراهيمية

### العقاب الإلهي في التوراة
قصص الانتقام الإلهي منتشرة في التوراة والكتب الخمسة الأولى من الكتاب المقدس. الأمثلة الرئيسية عن الانتقام الإلهي في التوراة تشمل: [بحاجة لمصدر]
| الممرات الكتابية      | حادث                                                       | السبب                                                       |
| --------------------- | ---------------------------------------------------------- | ----------------------------------------------------------- |
| سفر التكوين 3: 14-24  | لعنة على آدم وحواء والطرد من جنة عدن                       | عصيان                                                       |
| سفر التكوين 4: 9-15   | لعن قايين بعد ذبح أخيه هابيل                               | قتل                                                         |
| تكوين 6-7             | الطوفان العظيم                                             | تفشي الشر والنفيليم                                         |
| سفر التكوين 11: 1-9   | الخلط بين اللغات في برج بابل                               | تحدي الله                                                   |
| سفر التكوين 19: 23-29 | تدمير سدوم وعمورة                                          | الناس من دون اهتمام بالتوبة                                 |
| سفر التكوين 38: 6ـ 10 | تدمير عير وأونان                                           | الشر في نظر الرب                                            |
| الخروج 7-14           | طاعون مصر                                                  | لتوطيد سلطته على آلهة مصر                                   |
| سفر الخروج 19: 10-25  | التهديدات الإلهية في جبل سيناء                             | مس القدسية الإلهية                                          |
| خروج 32               | الطاعون في حادث العجل الذهبي                               | كسر الناس لعهدهم معه                                        |
| لاويين 10: 1-2        | يتم حرق Nadab و Abihu                                      | تقديم حريق غير مصرح به في مجامعهم                           |
| لاويين 26: 14-39      | اللعنات على العصاة                                         | تحذير إلهي                                                  |
| أرقام 11              | الطاعون يرافق إهداء المن في البرية                         | رفض هديته الكريمة من الطعام السماوي وفشل اختباره للطاعة     |
| أرقام 16              | تمرد قورة، داثان وأبيرام - موتهم الخارق والطاعون الذي تلاه | الوقاحة ومحاولة الترويج الذاتي للأدوار التي لا تستحقها      |
| الأعداد 20: 9-13      | توبيخ موسى على ماء مريبة                                   | معصية تعليم الرب، تظهر عدم الثقة وعدم الانتماء في حضور الله |
| أرقام 21              | تذمر الناس وطاعون الثعابين الناري                          | يرفض نعمة الله                                              |
| أرقام 25              | الملل مع الموآبيين والطاعون الناتج                         | خرق ميثاق الله من خلال الفجور الجنسي وعبادة آلهة أخرى       |
| تثنية 28              | شتم اللعنات على العصاة                                     | تحذير إلهي آخر                                              |

### العهد الجديد
«غضب الله»، تعبير مجسم للموقف الذي يعتقد البعض أن الله يأخذه تجاه الخطيئة،  تم ذكره عدة مرات في الكتاب المقدس المسيحي. ترك جانبا الإشارات إلى الغضب الإلهي في العهد القديم، حيث يتم استخدامها من الله ليس فقط عند معاقبة الأشرار ولكن أيضا عند إرسال المحاكمات إلى العادل، كما هو الحال في أيوب 14:13 ، هو مذكور في عشرين على الأقل من الآيات العهد الجديد. الأمثلة هي:
- يوحنا 3:36 ـ من يؤمن بالابن له حياة أبدية؛ كل من لا يطيع الابن لا يرى حياة بل يحل عليه غضب الله.
- الرومان 1:18 إلى أهل روما 1:18 ـ لأن غضب الله قد نزل من السماء ضد جميع فواحلة البشر وإثمهم، الذين بقمعهم بقمع الحقيقة.
- Romans 5:9 بولس إلى أهل Romans 5:9 ـ ـ بما أننا، إذن، قد تبرّرنا بدمه الآن، وأكثر من ذلك بكثير أننا سوف نخلص به من غضب الله.
- Romans 12:19 إلى أهل Romans 12:19 : 19 ـ ـ أيها الأحباء، لا تنقموا أبدًا، بل اتركوها لغيظ الله، لأنه مكتوب، «الثأر هو لي، أنا سأرد، يقول الرب».
- Ephesians 5:6 ـ لا يدعكم أحد يخدعكم بكلمات فارغة، لأنه بسبب هذه الأمور يأتي غضب الله على أبناء العصيان.
- Revelation 6:17 لانه جاء يوم غضبه العظيم وقادر على الصمود.
- Revelation 14:19 : 19ـ ـ حتى انحنى الملاك منجله عبر الأرض وجمع محصول العنب في الأرض وألقاه في معصرة غضب الله العظيمة.
- Revelation 15:1 ـ ثم رأيت علامة أخرى في السماء عظيمة وعجيبة: سبعة ملائكة لهم السبعة الأخيرة، لأن فيهم غضب الله قد انتهى.
- Revelation 19:15 - من فمه يأتي سيف حاد بهدم الأمم، وهو يحكمهم بقضيب من حديد. سيخطو معصرة غضب غضب الله سبحانه وتعالى.

## النظرة حول الكوارث الطبيعية
هناك وجهة نظر مثيرة للجدل تصف الكوارث الطبيعية بأعمال الانتقام الإلهي.

### أمثلة
يزعم العديد من رجال الدين المسيحيين واليهود والمسلمين أن إعصار كاترينا كان عقابا من الله على أمريكا ونيو أورليانز أو العالم بسبب أنواع مختلفة من الخطايا، بما في ذلك الإجهاض، والفسوق الجنسي (بما في ذلك مسيرة الفخر المثلي الجنس في يوم انحطاط الجنوب)، وسياسات «الإمبراطورية الأمريكية»، والفشل في دعم إسرائيل، واخفاق السود في دراسة التوراة.
بعد فياضانات المملكة المتحدة في عام 2007 أرجع غراهام داو أن الفياضانات هي عقاب من الله ضد المثليين جنسيا.
أثار الداعية التلفزيوني بات روبرتسون الجدل بعد أن زعم أن زلزال هايتي 2010 هو عقاب الله المتأخر على الهايتيين لأنهم «أبرموا عهدا مع الشيطان» للإطاحة بالفرنسيين خلال الثورة الهاييتية. ربط يهودا ليفين، وهو زعيم ديني يهودي، الزلزال لدخول مثليي الجنس في الجيش تفسيرا لتدريس تلمودي يزعم بأن المثلية الجنسية تسبب الزلازل.
"
ربطت سيندي جاكوبس، وهي كاتبة كاريزمية من الموجة الثالثة من كنيسة الجنرالات الدولية، بين زلزال عام 2011 في اليابان بسياسة "لا تسأل ، لا تتحدث" المدافعة عن المثليين في الجيش.
قال القسيس جون ماكترنان إن إعصار إساق (2012) ، مثل إعصار كاترينا، كان عقاب الله على المثليين. ووافق باستر ويلسون من رابطة الأسرة الأمريكية على هذا البيان.
كما قال ماكترنان إن إعصار ساندي ربما كان عقاب الله ضد المثليين جنسياً. بالإضافة إلى ذلك، أشار الكاتب الصحفي لـ وورلد دايلي وليام كوينج، إلى أن الدعم الأمريكي لحل الدولتين للصراع الإسرائيلي الفلسطيني أدى إلى الإعصار.

### انتقادات
يندد شمولي بوتيتش بمثل هذه الادعاءات لأنها تحمل تأثير لوم الضحية، كتابة أنه «بالنسبة للعديد من المؤمنين، كلما اقتربوا من الرب، كلما أصبحوا أعداءا للإنسان». وهو يقارن بين التقاليد اليهودية، التي توفر مكانًا خاصًا «للحوار مع الله»، مع مقاربة الدين التي «علّمت الناس ألا يتسألوا، بل أن يخضعوا».
كتب القس اليسوعي جيمس مارتن، على تويتر رداً على إعصار ساندي: «إذا قال أي زعيم ديني غداً إن الإعصار هو عقاب الله ضد بعض المجموعات فهم أغبياء. طرق الله ليست طرقنا».

## روابط خارجية
- تاسكر، ر. عقيدة الكتاب المقدس من غضب الله
- كريج، و. الحب الحقيقي: عقيدة القصاص الإلهي